# جبل بارني
جبل بارني هو جبل يقع ضمن منطقة الحافة الخلابة في جنوب شرق كوينزلاند، أستراليا. يقع على بعد حوالي 130 كيلومترًا (81 ميلًا) جنوب غرب بريزبان، وليس بعيدًا عن حدود كوينزلاند ونيو ساوث ويلز، وتشكل جزءًا من سلسلة جبال ماكفرسون. إنها وجهة شهيرة لمشائي الجنيبات والمخيمين. يعد جبل بارني سادس أو سابع أعلى جبل في كوينزلاند، وغالبًا ما يُنظر إليه على أنه أحد أكثر الأجزاء إثارة للإعجاب في منطقة الحافة الخلابة. يتكون الجبل من قمتين رئيسيتين، (القمة الشرقية والقمة الغربية الأعلى قليلاً)، وقمتين فرعيتين أصغر. من المحتمل أن تكون القمة الشرقية هي الوجهة الأكثر شعبية لممارسي رياضة المشي في الجنيبات.
أقرب بلدة للجبل هي راثداوني. جبل بارني محاط بجبال أخرى بما في ذلك جبل بالو وجبل ماي وجبل إرنست وجبل مارون وجبل ليندساي. نهر لوغان منابعه تقع على الجبل.